# یونس محمود
یونس محمود خلف (زادهٔ ۲ مارس ۱۹۸۳ در الدبس، کرکوک) بازیکن سابق فوتبال اهل عراق است. وی یکی از بزرگ‌ترین بازیکنان تاریخ فوتبال عراق محسوب می‌شود. او برای تیم ملی عراق ۱۴۸ بار به میدان رفته‌است و ۵۷ گل ملی نیز در کارنامهٔ خود دارد. وی رکورددار بیشترین تعداد بازی ملی، در تیم ملی فوتبال عراق است.

## جام ملت‌های آسیا ۲۰۰۷
او به عنوان کاپیتان به همراه تیم ملی فوتبال عراق به مقام قهرمانی مسابقات جام ملت‌های آسیا ۲۰۰۷ دست یافت.
تک گل دیدار فینال در مقابل عربستان که منجر به قهرمانی تیم عراق شد را او با ضربهٔ سر به ثمر رساند.